# Sericita

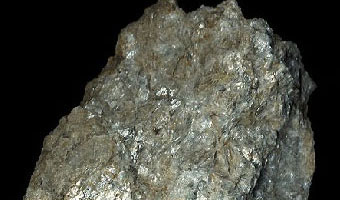
Un trozo de sericita

La sericita es una mica de grano fino, similar a la moscovita, illita o paragonita. La sericita es un mineral de alteración común de los feldespatos ortoclasa o plagioclasa en áreas que han sido sometidas a alteraciones hidrotermales asociadas típicamente con cobre, estaño u otros depósitos de mineral hidrotermal. La sericita también ocurre como la mica fina que da brillo a la filita y rocas metamórficas esquistosas.
El nombre proviene del latín sericus, que significa "seda" en referencia a la ubicación desde la cual se utilizó por primera vez la seda, que a su vez se refiere al brillo sedoso de las rocas con abundante sericita.